# Röthenbach bei Herzogenbuchsee
Röthenbach est une localité et une ancienne commune suisse du canton de Berne. 
Tout comme Wanzwil, elle a fusionné avec Heimenhausen le 1er janvier 2009.

## Histoire
Sous l'Ancien régime, la commune fait partie de la juridiction de Herzogenbuchsee dans le bailliage de Wangen.